# Casupá
Casupá – miasto w Urugwaju, w departamencie Florida.